# امکانات رفاهی
در برنامه‌ریزی املاک و کاربری زمین، امکانات رفاهی (به انگلیسی: Amenity) (lat. amoenitās «لذت، سرخوشی») چیزی است که برای یک مکان سودمند است، به لذت بردن از آن کمک می‌کند و در نتیجه ارزش‌گذاری آن را افزایش می‌دهد.
امکانات ملموس می‌تواند شامل تعداد و ماهیت اتاق‌های مهمان و ارائه امکاناتی مانند آسانسور، دسترسی به اینترنت، رستوران‌ها، پارک‌ها، مراکز اجتماعی، استخرها، زمین‌های گلف، امکانات باشگاه ورزشی و تندرستی، اتاق‌های مهمانی، سالن تئاتر یا اتاق رسانه، مسیرهای دوچرخه‌سواری یا گاراژها باشد.
امکانات ناملموس شامل حمل‌ونقل عمومی یکپارچه، مناظر دلپذیر، فعالیت‌های اطراف، و نرخ پایین جرم و جنایت است. در چارچوب اقتصاد زیست‌محیطی، یک تسهیلات زیست‌محیطی می‌تواند شامل دسترسی به هوای پاک یا آب پاک یا کیفیت هر کالای زیست‌محیطی دیگری باشد که ممکن است اثرات نامطلوب بهداشتی را برای ساکنان کاهش دهد یا رفاه اقتصادی آنها را افزایش دهد.
املاک مسکونی می‌توانند از امکاناتی بهره‌مند شوند که به نوبه خود ارزش ملک را افزایش می‌دهد. برخی از نمونه‌های امکانات رفاهی ارزشمند، نزدیکی به پارک‌ها و مدارس، وسایل به‌روز شده، و فضاهای زندگی بیشتر هستند. این ویژگی‌های اضافی که یک خانه را مطلوب می‌کند، می‌تواند ارزش قابل توجهی را به ملک بیفزاید.

## امکانات همگانی
- بانک‌ها و دفترهای پستی
- دسترسی ارزان و آسان به خدمات شهری مانند برق، آب، گاز طبیعی و اینترنت
- مغازه‌ها و بازارهای عمومی و تخصصی
- بیمارستان‌ها، کلینیک‌ها و دیگر امکانات پزشکی
- کتابخانه‌ها
- اتوبوس‌های محلی و ایستگاه‌های راه‌آهن و فرودگاه‌ها و پایانه‌های کشتی
- بازی مدارس و مدارس، دانشکده‌ها و دانشگاه‌ها
- پارک‌ها، سواحل و مناطق عمومی
- جاده‌هایی با دسترسی آسان به بزرگراه‌ها

## امکانات رفاهی متحرک
امکانات متحرک ممکن است در برخی سایت‌ها وجود داشته باشند مانند:
- کامیون سیار غذایی
- خدمات شستشوی خودرو و جزئیات
- تعویض روغن
- سرویس سوخت
- وسیله نقلیه خرده‌فروشی
- کامیون تعمیر متحرک (تعمیر دوچرخه، باشگاه گلف)
- سالن مو / ناخن متحرک
- دندان‌پزشک متحرک
- خدمتکار متحرک